# Antònia Gimeno i Travesset
Antònia Gimeno (Barcelona, 2 de desembre de 1941) és una jugadora i entrenadora de bàsquet catalana, ja retirada.
Va debutar esportivament el 1955 amb el Club Banesto i posteriorment va jugar amb el CE Cottet, amb el qual va guanyar un Copa Espanyola i tres Campionats de Catalunya. Entre el 1968 i 1972 va jugar al Picadero JC, i finalment, a l'Om de Santa Cruz de Tenerife. Fou internacional amb la selecció espanyola en dues ocasions, i va participar al primer partit de la selecció femenina de basquetbol, el 16 de juny de 1963, al Pavelló Esportiu de Malgrat de Mar.
Després de la seva retirada, va dirigir diversos equips de les Canàries durant setze anys, una tasca en la qual destaca l'ascens a la primera divisió del CB Tenerife Krysta la temporada 1976-77. També va ser entrenadora del Cajalón Zaragoza i el Real Canoe NC, A banda, fou tècnica de la federació espanyola i exercí d'entrenadora ajudant de la selecció espanyola femenina sènior així com de les categories inferiors. A Catalunya, va dirigir el Bàsquet Draft Gramanet (2001-02) i entre els equips de promoció del CB Sant Just (2003-05).
Entre d'altres reconeixements, va rebre el reconeixement de la Federación Insular de Baloncesto de Tenerife el 2016 per la seva tasca com a entrenadora i el 2009 fou distingida com a Històrica del Bàsquet Català.

## Palmarès
- 3 Campionats de Catalunya de bàsquet femení: 1961, 1962, 1963
- 1 Copa espanyola de bàsquet femenina: 1960